# Giovanni Cosimo Bonomo
Giovanni Cosimo Bonomo (Livorno, 30 novembre 1666 – Firenze, 13 gennaio 1696) è stato un medico italiano.

## Biografia
Allievo di Giovanni Maria Lancisi a Roma e poi di Francesco Redi, fu da quest'ultimo proposto, nel 1691, per l'incarico di medico di Anna Maria Luisa de' Medici alla corte di Neuburg an der Donau e Düsseldorf.
Insieme a Diacinto Cestoni e allo stesso Redi, il medico livornese comprese l'eziologia acarica e contagiosa della scabbia e la descrisse nell'opera Osservazioni intorno a' pellicelli del corpo umano, pubblicata a suo nome nel 1687. Difese le nuove acquisizioni mediche e terapeutiche contenute nel suo scritto contro coloro, tra i quali lo stesso Lancisi, che si richiamavano alla medicina galenica e all'autorità aristotelica.